# Penicillium chrysogenum
Penicillium chrysogenum (abans Penicillium notatum) és una espècie de fong ascomicot de l'ordre dels eurotials (Eurotiales) del qual s'obté la penicil·lina, que va ser descoberta per Alexander Fleming. (Estudis posteriors indiquen que l'espècie en la qual va descobrir Fleming l'efecte antibiòtic, no era P. chrysogenum, sinó P. rubens, que també produeix penicil·lina.)
En 1928, el metge britànic Alexander Fleming va descobrir l'efecte del fong sobre els bacteris, però no va ser fins a 1942 que els científics Howard Walter Florey i Ernst Boris Chain van aïllar i purificar la penicil·lina, aconseguint la seva producció industrial, fet pel qual els tres científics van rebre el Premi Nobel de Fisiologia o Medicina el 1945.